# تپه باستانی ماری
تپه باستانی ماری مربوط به سده‌های اولیه دوران‌های تاریخی پس از اسلام است و در شهرستان گرمسار، بخش ایوانکی، شهر ایوانکی، جنوب غربی ایوانکی، غرب قلعه ماری واقع شده و این اثر در تاریخ ۲۶ اسفند ۱۳۸۷ با شمارهٔ ثبت ۲۶۱۲۷ به‌عنوان یکی از آثار ملی ایران به ثبت رسیده است.